# 石川三千花
石川 三千花（いしかわ みちか）は、日本のイラストレーター、エッセイスト、映画評論家。
セツ・モードセミナー卒業後、デザイナーに。その後、退職して3年間のパリ滞在を経て、フリーランスのイラストレーターになる。以降、映画、ファッション等についてのイラスト、エッセイを発表。中野翠と親しく、映画関係の共著を2冊、刊行している。また、44歳で、一回り年下のインテリアコーディネーターの男性と交際３ヶ月で妊娠が発覚してできちゃった結婚（再婚）。45歳で双子の男児を出産。その出産体験を著書『スクスクの掟』（2004年）に記している。
携帯着メロサイト『勝手にシネマ』にて映画、DVD、ファッションチェックのコラムを配信中。

## 主な出演作品

### テレビ出演
- シネマ通信（テレビ東京） - 出演、及び、番組中の新作映画紹介イラストを担当

## 著書
- 顔が掟だ! マガジンハウス, 1994.2（のち、文春文庫）
- Videoまっしぐら 中野翠,石川三千花 主婦の友社, 1994.5
- シネマ通信 石川三千花の勝手にシネマ 世界文化社, 1995.10（のち、文春文庫）
- シネマ通信 石川三千花の勝手にシネマ2 世界文化社, 1996.9
- ともだちシネマ 中野翠,石川三千花 文藝春秋, 1996.12（のち、文春文庫）
- 石川三千花のおもいっきりスター 講談社, 1997.12（のち、講談社+α文庫）
- 服が掟だ! 文藝春秋, 1997.10（のち、文春文庫）
- 芸能ズビズバ 講談社, 1998.8
- シネマ通信 石川三千花の勝手にシネマ3 世界文化社, 1998.4
- いきなりハッピー 文藝春秋, 2000.11（のち、文春文庫）
- 勝手にビデオ ノってけ200本 講談社, 2002.10
- スクスクの掟 主婦の友社, 2004.12
- ラブシーンの掟 文藝春秋, 2005.1（のち、文春文庫）
- 石川三千花の勝手にシネマ・フィーバー 文藝春秋, 2008.11
- 石川三千花の勝手にオスカー 集英社 2011,4
- セツ先生とミチカの勝手にごひいきスター 長沢節共著　河出書房新社 2017.5